# Otto Cinadler
Otto Cinadler, född den 10 maj 1920 i Wien, död den 2 juli 2002 i Vetlanda, var en fotbollsspelare och fotbollstränare som var en mycket lovande spelare i det judiska fotbollslaget Hakoah Vienna i Österrike under andra halvan av 1930-talet. På grund av nazistisk förföljelse och andra världskriget förstördes hans spelarkarriär, men Otto hade efter andra världskriget en lyckad karriär som fotbollstränare i Sverige. Han tränade bland annat Jönköpings Södra IF i Allsvenskan 1945.

## Tränarkarriär
Cinadler tränade följande lag under sin tid i Sverige: 
- Jönköpings Södra IF (hösten 1945)
- Nässjö IF (våren 1946)
- Kalmar FF (1946/47)
- Hvetlanda GIF 1947/48
- Motala AIF (hösten 1948)
- Vetlanda FF (1949)
- Ronneby BK (våren 1950)
- Kallinge IF (1950/51)
- Ronneby BK (våren 1952)
- Karlskoga IF (1952–54)
- Olofströms IF (1954–56)
- Östers IF (1956–57)
- Kvillsfors IF (1958)
- Vetlanda FF (1959)
- Järnforsens AIK (1960)
- Nässjö IF (1961)
- Ekenässjöns IF (1962)
- IFK Stockaryd (1963)
- Hultsfreds AIK (1964)
- IF Viken (1966)
- Tranås AIF (1968)
- Ekenässjöns IF (1970)
- IFK Eksjö (1972)
- Skede IF (1973–74)
- Bäckseda IF (1975)
- Hultsfreds FK (1978)[4]